# Південне (Нововасилівська селищна громада)
Півде́нне — село в Україні, у Нововасилівській селищній громаді Мелітопольського району Запорізької області. Населення становить 87 осіб.

## Географія
Село Південне розташоване за 156 км від обласного центру, 25 км від районного центру та 10 км від селища адміністративного центру селищної громади.

## Історія
Село засноване 1920 року. Перший будинок побудував у селі Петро Петрович Жмаєв. З 1935 року село перебувало у складі Приазовського району. До 2020 року орган місцевого самоврядування — Нововасилівська селищна рада.
12 червня 2020 року, в ході децентралізації, Нововасилівська селищна рада об'єднана з Нововасилівською селищною громадою.
17 липня 2020 року, в результаті адміністративно-територіальної реформи та ліквідації Приазовського району, село увійшло до складу новоутвореного Мелітопольського району.